# Karel Kramář
Karel Kramář (Vysoké nad Jizerou, 27 dicembre 1860 – Praga, 26 maggio 1937) è stato un politico cecoslovacco, primo ministro della Cecoslovacchia dal 14 novembre 1918 all'8 luglio 1919.

## Biografia
Membro del partito dei Giovani Cechi e poi del partito nazionale democratico, Kramář fu tra i principali movimento indipendentista cecoslovacco. Fautore di una politica di collaborazione con l'Impero austro-ungarico, allo scoppio della prima guerra mondiale assume posizioni più nazionaliste e indipendentiste.
Accuso di tradimento dalle autorità austro-ungariche, venne arrestato e condannato a 15 anni di lavori forzati.
Rilasciato grazie ad un'amnistia concessa nel 1917 dall'imperatore Carlo I d'Austria, Kramář partecipa alla Conferenza di Pace di Parigi del 1919 come delegato cecoslovacco ma presto si dimette a seguito di dissidi con il Ministro degli Esteri Edvard Beneš. Nominato primo ministro, nel maggio 1919 sfugge ad un tentativo di attentato di un anarchico:Alois Šťastný.

### In politica estera
Eletto deputato nel 1918 fu membro della Commissione esteri fino al 1937. Nonostante fosse filo-russo ed avesse sposato una russa, Kramář era fortemente anti-bolscevico e si oppose ad ogni tipo di collaborazione con l'Unione Sovietica. Quando il governo di Praga allacciò relazioni diplomatiche con Mosca nel 1934 a nulla valse la sua opposizione.
Kramář era inoltre preoccupato dai tentativi tedeschi di rivedere il trattato di Versailles e da quelli ungheresi di modificare le condizioni del trattato di Trianon temendo che da questi tentativi potessero sorgere problemi per l'integrità della Cecoslovacchia.

## Biografia
- Lustigová, Martina (2007). Karel Kramář, první československý premiér. Praga: Vyšehrad. ISBN 978-80-7021-898-3.
- Preclík, Vratislav. Masaryk a legie (Masaryk and legions), váz. kniha, 219 pages, first issue vydalo nakladatelství Paris Karviná, Žižkova 2379 (734 01 Karvina, Czech Republic) ve spolupráci s Masarykovým demokratickým hnutím (Masaryk Democratic Movement, Prague), 2019, ISBN 978-80-87173-47-3, pages 35 – 53, 106 - 107, 111-112, 124–125, 128, 129, 132, 140–148, 184–199.